# Paul F. van der Heijden
Paul F. van der Heijden (Utrecht, 18 settembre 1949) è un docente olandese, professore di diritto internazionale del lavoro presso l'Università di Leida, Paesi Bassi. Dal febbraio 2007 al 2013 è stato magnifico rettore e presidente della stessa università. Van der Heijden è membro della Koninklijke Nederlandse Akademie van Wetenschappen dal 2003.

## Biografia
Van der Heijden si è laureato con LL.M. presso l'Università di Amsterdam nel 1974 e ha conseguito il dottorato di ricerca presso l'Università di Leida nel 1984. La sua tesi di laurea era intitolata "Processo equo in diritto del lavoro" (Kluwer, 1984). È stato attivo come accademico e giudice arbitro. Poco dopo aver conseguito il dottorato, è diventato giudice presso il tribunale del distretto di Amsterdam. Nel 1990 è stato nominato professore di diritto del lavoro presso l'Università di Amsterdam, dove è diventato Rettore nel 2002. Nel 2007, è tornato all'Università di Leida, dove è stato nominato Presidente e Rettore dell'Università. Nel febbraio 2013 è stato sostituito da Carel Stolker.

## Interessi intellettuali e ricerca
Le pubblicazioni accademiche di Van der Heijden si concentrano sui fondamenti del diritto del lavoro, delle relazioni industriali, del governo societario e del governo pubblico. Le sue pubblicazioni sono apparse in punti vendita sia olandesi che internazionali. Ad esempio, insieme ai colleghi europei (Alain Supiot e Peter Hanau), ha pubblicato Beyond Employment: Changes in work and the future of labour law in Europe. (Oxford University Press, 2001).

## Organizzazione internazionale del Lavoro
Dal 1995 al 2001 ha presieduto la delegazione olandese alla Conferenza internazionale del lavoro (ILC) dell'Organizzazione internazionale del lavoro (ILO) a Ginevra. Attualmente è presidente del Comitato del Corpo Direttivo per la libertà di associazione dell'ILO.